# Métropole de Mytilène, Éressos et Plomarion

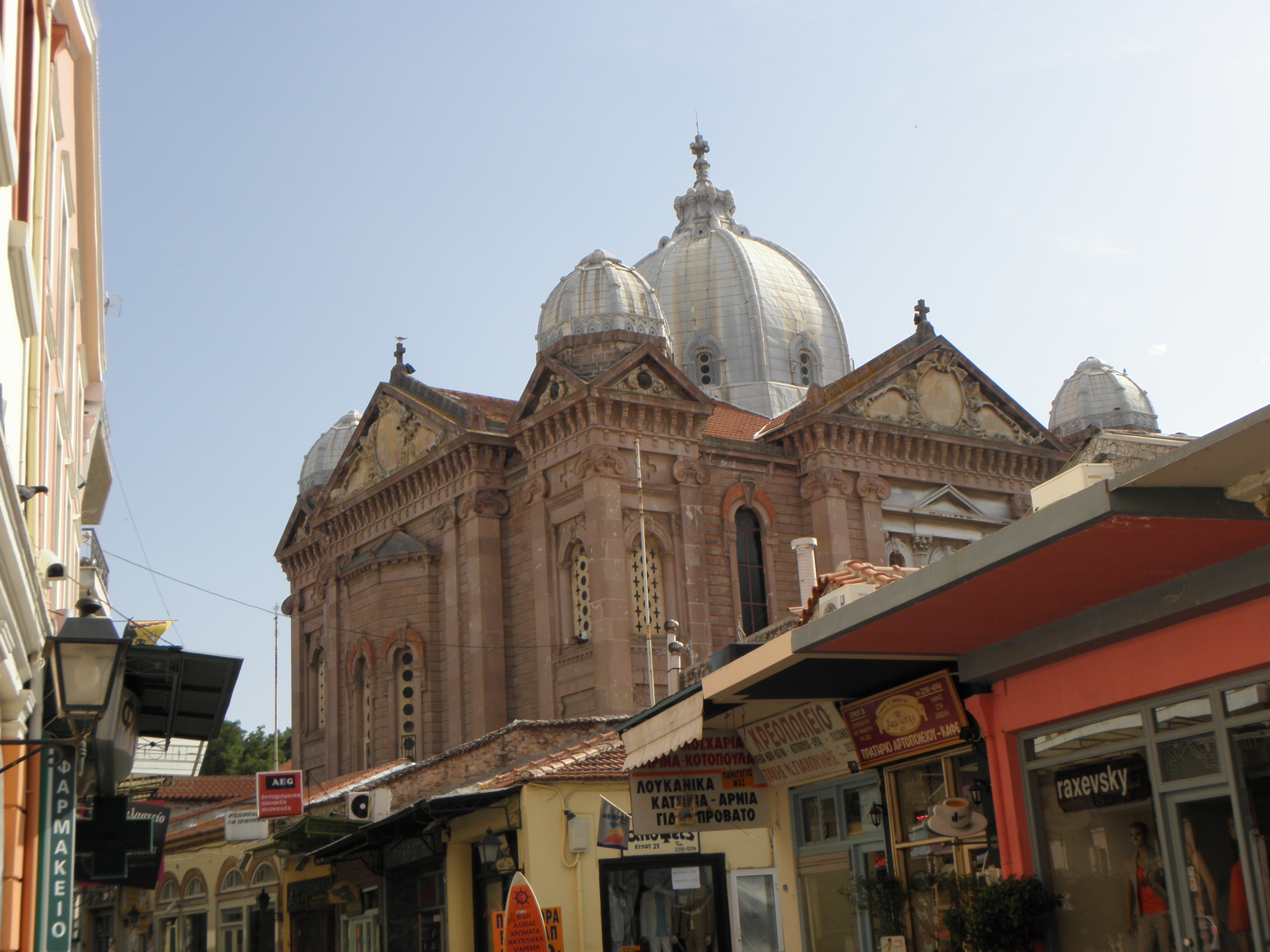
L'imposante église Saint-Théraponte domine le port de Mytilène. Elle porte le nom d'un évêque de Chypre, « saint guérisseur » du IVe siècle, fêté le 14 mai.

La Métropole de Mytilène, Éressos et Plomarion est un évêché du Patriarcat œcuménique de Constantinople autorisé provisoirement à participer à la vie synodale de l'Église orthodoxe de Grèce. Elle est située dans la capitale de l'île de Lesbos, Mytilène, et son ressort s'étend sur les deux tiers sud de l'île.

## La cathédrale
- Église Saint-Athanase à Mytilène

## Les métropolites
Son évêque est en 2020 le métropolite Jacques (el) (Frantzis), depuis 1988. Né en 1942 à Agiásos, il a étudié à l'Institut de théologie orthodoxe de Halki.

## Histoire
La présence de deux évêques de l'île de Lesbos, ceux de Mytilène et de Méthymne, est attestée au premier concile de Nicée en 325.

## Territoire
Il compte 69 paroisses dont :
- Mytilène (11 paroisses)
- Agiasos (2 paroisses)
- Éressos (3 paroisses), le lieu où est mort saint André de Crète (chapelle avec cénotaphe vénéré).
- Plomári (3 paroisses)
- Polichnitos (2 paroisses)

## Monastères
- Monastère féminin Saints Raphaël, Nicolas et Irène de Mytilène à Karyès de Thermi.

## Solennités locales
- Tous les saints de Lesbos sont célébrés le 1er dimanche après celui de tous les saints de l'univers, soit le deuxième dimanche après la Pentecôte.
- Saint Théodore le néomartyr de Byzance est célébré à Mytilène le 17 février et le dimanche du Paralytique (3e après Pâques).
- Les saints Raphaël, Nicolas et Irène de Mytilène sont l'objet d'un pèlerinage important à Karyès de Thermi, toute l'année et surtout le 9 avril ou le mardi de Pâques.
- Notre Dame d'Agiassos le 15 août
- Sainte Marie Madeleine le 22 juillet à Skopélon.

## Sources
- (el) Site de la métropole
- Diptyques de l'Église de Grèce, éditions Diaconie apostolique, Athènes (édition annuelle).